# Абраменко Юрій Сергійович
Ю́рій Сергі́йович Абра́менко (нар. 25 вересня 1936, Вільшана, Недригайлівський район, Сумська область) — лікар-уролог, заслужений лікар УРСР (1984).
Батько Абраменко Сергій Харитонович — теж лікар, хірург, організатор системи охорони здоров'я, заслужений лікар УРСР.

## Життєпис
Юрій Сергійович Абраменко народився 25 вересня 1936 року в Вільшана Недригайлівського району, Сумської області в родині лікарів. Після закінчення Харківського медичного інституту у 1961 році працював ординатором, а з 1967 року — завідувачем урологічного відділення Сумської обласної лікарні, обласним позаштатним урологом, з 1974 року — завідувачем обласного урологічного центру.
Під керівництвом Абраменка розширено мережу обласної урологічної служби, організовано фтизіоурологічне та нефрологічне відділення, відділення дитячої урології, онкоурологічні ліжка в обласному центрі урології, впроваджено в практику обстеження урологічних хворих методами реографії, сканування, ультразвукової діагностики.